# SRT Dark Red Line
SRT Dark Red Line, официальное название которой "Сай Тхани Раттхая" (тайск.: สายธานีรัถยา, англ.: Thani Ratthaya Line) — часть создаваемой железнодорожной системы SRT Red Lines, обслуживающей Большой Бангкок.

## Значение
Линия берет на себя часть маятниковой миграции жителей города в часы пик по будним дням, внося вклад в снижение загруженности автомобильных дорог. Благодаря строительству новых линий и станций на эстакадах, увеличивается пропускная способность участка для обслуживания большего количества поездов дальнего следования. В результате повышения комфорта поездов и уменьшению интервалов движения повышается привлекательность северных районов города для жителей.

## История

### Предыстория
В конце 1980-х годов был создан проект Bangkok Elevated Road and Train System (BERTS), известный как Hopewell Project, по имени компании подрядчика Hopewell Holdings. Проект предусматривал строительство нескольких линий надземного железнодорожного транспорта с узловой станцией "Йоммарат" и оценивался в 80 млрд. бат. В частности, предполагалось создание линии от железнодорожного вокзала «Хуалампхонг» до станции "Рангсит". В 1990 году началось строительство.
Однако проект не был реализован вовремя. Причиной послужили:
- некачественная работа на этапе проектирования,
- непродуманная и нереализованная до конца процедура выкупа земель,
- правительственный кризис 1992 года.

Стройка шла медленными темпами, однако было возведено около 1000 опор для будущих путей и станций. Из-за экономического кризиса 1997 года стройка была приостановлена. В 1998 году проект был отменен. Построенные элементы конструкции получили название "Тайский Стоунхендж". Представитель государства в лице SRT и застройщик обвиняли друг друга в провале проекта, последовали многолетние судебные тяжбы. В 2022 году, спустя 33 года после начала проекта, Высший административный суд Таиланда вынес решение о новом рассмотрении дела.

### Современный проект
Современная линия SRT Dark Red Line (участок между станциями RN01-RN10) полностью повторяет часть недостроенной системы BERTS.
В 2004 году отдел планирования министерства транспорта Таиланда совместно с SRT начал разрабатывать проект создания современного пригородного железнодорожного транспорта. В 2006 году было решено, что линия SRT Dark Red Line будет электрифицированной.
Строительство линии было предусмотрено в проекте развития массового общественного транспорта Бангкока M-MAP в версии 2007 года.
Участок RN01-RN10 был одобрен в 2010 году. Проект был поддержан JICA, предоставившей кредит.
Однако контракты были подписаны лишь в январе 2013 года. Исполнителем стал консорциум MHSC (Mitsubishi and Hitachi and Sumitomo).
В качестве поставщика всей AFC системы (билетные терминалы в зале, турникеты, билетные машины в кассе, станционные компьютеры и центральный билетный сервер) Sumitomo corporation выбрала Nippon Signal.
Компания Mitsubishi Heavy Industries в качестве поставщика всей сигнальной системы (ATS и ATP по стандарту ETSC level 1) выбрала также компанию Nippon Signal, поставщиком локомотивных модулей стала Thales. Консультационные услуги оказывала ARUP

### Строительство
Строительство началось в мае 2013 года. Предполагалось, что проект будет реализован за 3 года. Однако начало строительства было задержано из-за того, что вдоль старой железной дороги, где было запланировано строительство, за десятилетия образовались нелегальные трущобы где проживали граждане, оказавшиеся за чертой бедности. Потребовались дополнительные ресурсы и для сноса остатков системы BERTS. Уже в 2014 году SRT запросила дополнительное финансирование в размере более 8 млрд. бат. Дополнительные инвестиции были необходимы в связи с изменениями в проекте: расширения вокзала для возможности приема HSR, увеличения длины платформ станций, использования четырех путей на эстакаде вместо трех и т.д.
В сентябре 2017 года строительные работы были завершены на 88%. К сентябрю 2019 строительные работы были практически завершены, а монтаж оборудования выполнен почти наполовину. К концу 2020 года все работы были практически завершены.

### Открытие
2 августа 2021 года началась трехмесячная тестовая эксплуатация участка RN01-RN10 с увеличенными интервалами и сокращенным временем работы. В этот период плата с пассажиров не взималась. В открытии линии принял участие премьер-министр по видеосвязи.
30 ноября 2021 года началась коммерческая эксплуатация
29 сентября 2022 года линия была официально названа королём Таиланда "Сай Тхани Раттхая", что приблизительно переводится как "городская дорога", тогда же было дано имя и второй линии SRT, её назвали "столичный путь".

## Конструкция

### Подвижной состав
На линии используются поезда компании Hitachi произведенные на заводе Kasado Works в городе Кудамацу. Всего было доставлено 10 составов по 4 вагона. Поезда относятся к линейке производителя "AT100". Специфический вариант для этой линии получил название "SRT2000", классифицируется как "Series 2000". Длина состава 81,2 метра, масса состава около 140 тонн. Четырехвагонные поезда способны перевозить 550 пассажиров, в том числе 210 пассажиров на местах для сидения. В начале эксплуатации на линии работали 5 составов. Поезда оборудованы модулями безопасности от Thales.

### Эстакада
Для ускорения строительства сначала планировалось использовать часть опор, оставшихся от нереализованного проекта BERTS, однако, в реальности, пришлось затрачивать дополнительные усилия для сноса конструкций мешающих новому строительству.

### Станция

##### Архитектурное решение
На участке RN02-RN10 станции конструкционно можно разделить на два типа - узловые и типовые. Станции  RN08, RN10 - узловые, остальные - типовые (кроме RN09).

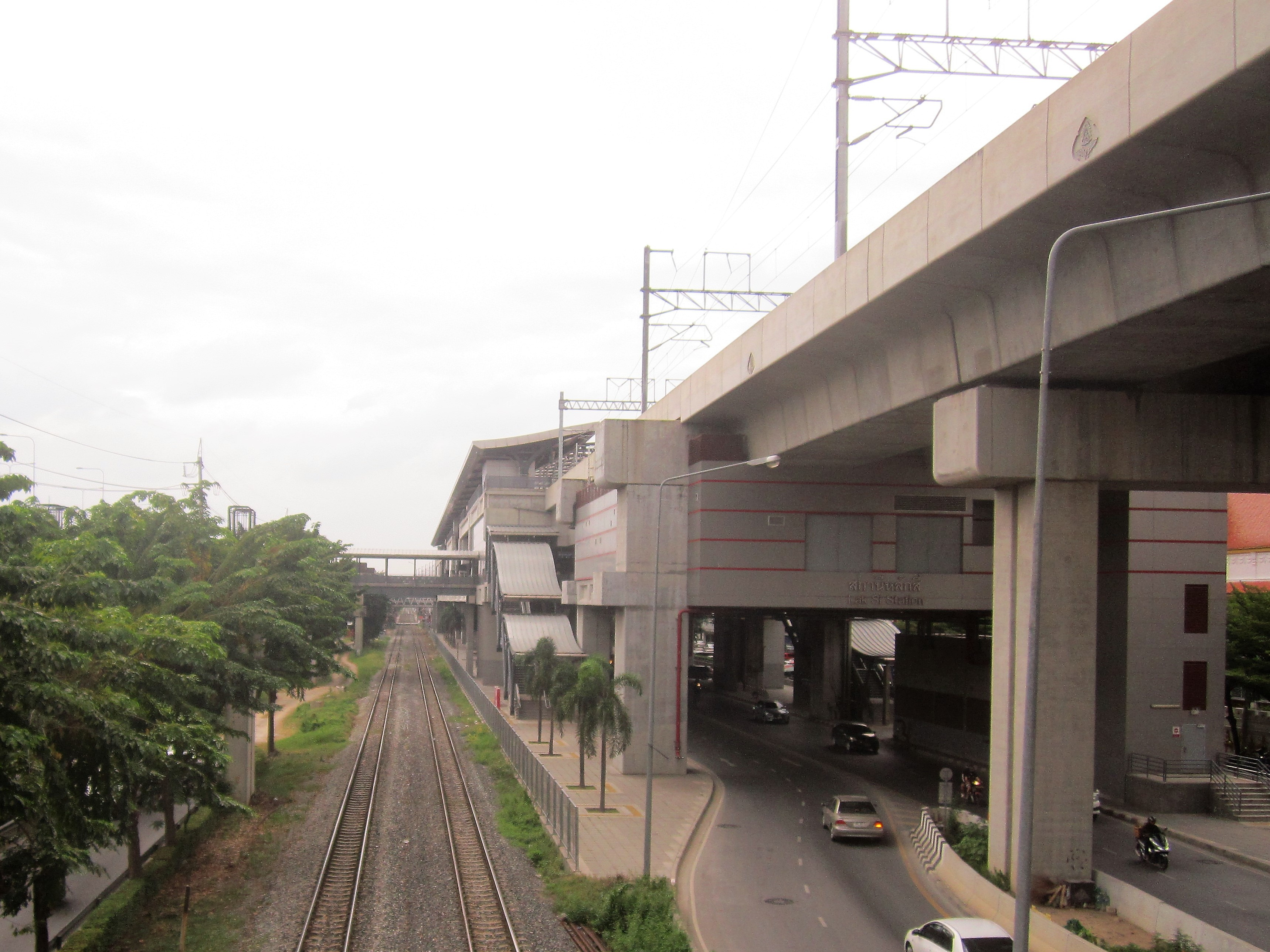
Типовая станция на примере станции "Лак Си" рядом со старой железной дорогой

Типовые станции - трехуровневые, расположены над автодорогой. На первом уровне (на уровне земли) находятся входы и выходы на улицу, остановки автобусов и т.д. На втором уровне расположены турникеты и билетные кассы. На третьем уровне - 2 боковые платформы. Изначально планировалось, что на станции будут два пути для высадки и посадки пассажиров и один путь для следования поездов без остановок, но проект был пересмотрен и на линии был добавлен еще 1 путь.
Станция RN08 "Донмыанг" - четырехуровневая над автодорогой. На уровне земли входы и выходы, остановки автобусов, пересадка на такси. На втором уровне - переход в здание аэропорта, кассы  SRT  и кассы поездов. На третьем уровне - 2 островные платформы с 4 путями для посадки на поезда. На четвертом уровне - 2 островные платформы с 4 путями для посадки на  SRT .
Станция RN09 "Лак Хок" - двухуровневая двухпутная с кассовым залом на втором уровне и двумя боковыми платформами на уровне земли.
Станция RN10 "Рангсит" - трехуровневая. На уровне земли находятся 2 островные платформы с 4 путями для поездов. На втором уровне - зал ожидания и кассы для поездов и кассы  SRT . На третьем уровне находятся 2 островные платформы с 4 путями для  SRT .

##### Технологии
Для контроля времени используется комплексное решение от Seiko Solutions. Центральный терминал TS2950 получает информацию о времени через GPS и передает ее на станционные терминалы TS2335. Станционные терминалы управляют электронными и электронно-механическими часами на станции, также передают информацию о времени в станционную систему безопасности, информационные дисплеи и в систему оповещения . AFC система реализована компанией Nippon Signal.

## Маршрут

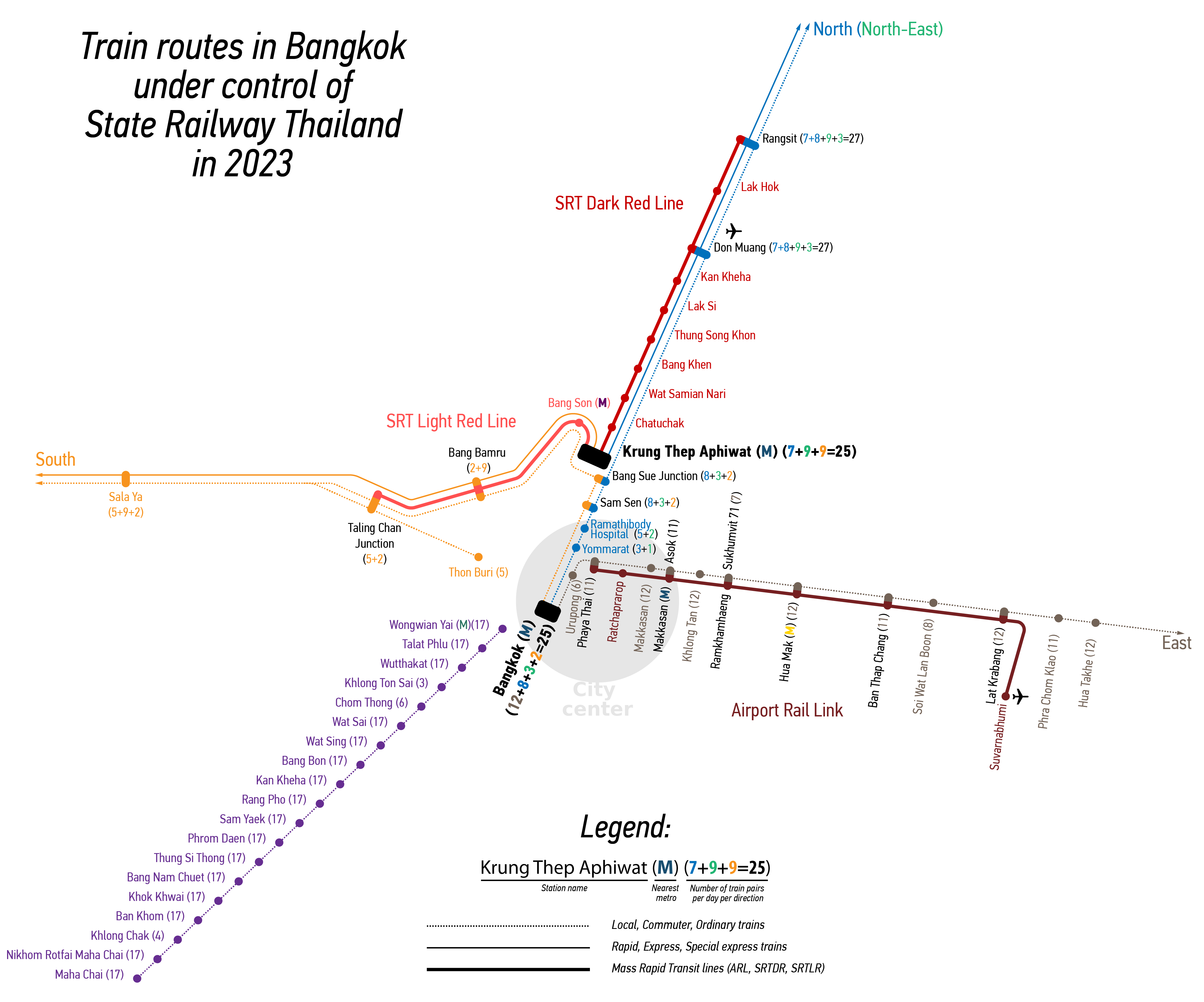
Схема линий Бангкока подведомственных SRT

Общая длина пути между станциями RN01 и RN10 составляет 22,5 километров. Время в пути не превышает 25 минут.

### Станции

#### Северный участок (первый этап)
Рангсит (тайск.รังสิต, англ.  Rangsit). Пересадка на поезда дальнего следования.
  Лак Хок (тайск.หลักหก (มหาวิทยาลัยรังสิต), англ.  Lak Hok (Rangsit University)).
 Донмыанг (тайск.ดอนเมือง, англ.  Don Mueang). Пересадка на поезда дальнего следования. Планируется пересадка на HSR. Пешеходная галерея в аэропорт Донмыанг.
  Кан Кеха (тайск.การเคหะ, англ.  Kan Kheha).
  Лак Си (тайск.หลักสี่, англ.  Lak Si). Планируется пересадка на  MRL .
  Тун Сон Хон (тайск.ทุ่งสองห้อง, англ.  Thung Song Hong).
  Бан Кхен (тайск.บางเขน, англ.  Bang Khen).
  Ват Самьян Нари (тайск.วัดเสมียนนารี, англ.  Wat Samian Nari).
  Чатучак (тайск.จตุจักร, англ.  Chatuchak ).
 Бангсы или Крунгтеп Апиват (тайск.กรุงเทพอภิวัฒน์, англ.  Bang Sue (Krung Thep Aphiwat)). Пересадка на линии  SRT ,  MRT . Пересадка на поезда дальнего следования. Планируется пересадка на HSR.

## Эксплуатация

### Описание деятельности

#### Время работы
С конечных станций "Крунгтеп апиват" и "Рансгсит" поезда отправляются с 5 утра до 24 часов. Интервал движения составляет в 2023 году от 10 до 15 минут. Можно отметить тенденцию к увеличению времени работы и сокращению интервалов от 2021 к 2023 году.

#### Тарифная политика
Суммарная стоимость проезда складывается из стартового платежа (flag fall charge) за пользование линией и платежа за перемещение между станциями. В 2023 году установлен стартовый платеж в 12 бат, доплата за перемещение между станциями составляет от 3 до 30 бат по тарифной сетке. В рамках тарифной сетки линии  SRT  и  SRT  рассматриваются вместе.
Оплата разовой поездки осуществляется жетонами или пополняемыми предоплаченными картами. При покупке карты оплачивается залоговая стоимость карты (50 бат), плата за оформление (50 бат), минимальное пополнение баланса (200 бат). Для постоянных пользователей предлагаются проездные билеты на 30 поездок (750 бат за поездки, доплата за выпуск - 50 бат в 2023 году), срок действия которых составляет 30 дней.
В апреле 2023 года в результате сотрудничества SRTET, BMTA и KTB был представлен месячный проездной билет "Transit Pass Red Line BKK x BMTA". Владелец актуального проездного может в течение месяца пользоваться автобусами Бангкока бесплатно, а также совершить до 50 поездок по линиям  SRT  и  SRT . Стоимость первичного оформления составляет в 2023 году 100 бат, месячный платеж - 2 000 бат.
Билеты приобретаются в билетных автоматах, где возможна оплата монетами и банкнотами или в билетных кассах
Действуют льготы для детей, студентов, пенсионеров, монахов и т.д. Указанные льготы действуют для граждан Таиланда.

#### Пассажиропоток
Количество пассажиров пользующихся сервисом учитывается для линий   SRT  и  SRT  вместе. В ноябре 2021 года линией пользовались приблизительно 3 000 человек в день. В последующие месяцы пассажиропоток рос, однако так и не достиг запланированных в 2022 году 30 000 человек в день. В середине 2023 года ежедневный пассажиропоток составляет около 25 000 человек в сутки. Совместно по двум линиям пассажиропоток за 2023 год составил 7 835 605 пассажиров, а за 2024 год составил 11 341 987 пассажиров. 

## Перспективы

### Второй этап (север)
Подразумевает строительство продолжения линии на север от станции Рангсит до университета Таммасат в Рангсите, вдоль имеющейся железной дороги. Проект строительства, предложенный SRT получил одобрение от Министерства Транспорта 26 февраля 2019. Бюджет проекта 6 570 400 000 бат.  Длина участка составляет 8,84км, на участке будет построено 4 станции. Предполагалось запустить участок в эксплуатацию в 2023 году. Однако Министерство транспорта передала проект на одобрение в Правительство лишь в феврале 2023 года. Проект был отклонен по бюрократическим причинам, вновь подать проект на одобрение в Правительство планируется в октябре 2023 года. В случае одобрения, тендер будет открыт в начале 2024 года, строительство должно занять еще около трех лет.

#### Станции
(тайск. มหาวิทยาลัยธรรมศาสตร์ ศูนย์รังสิต, англ. Thammasat University). Планируется пересадка на ВСНТ.
  (тайск. เชียงราก, англ. Chiang Rak).
  (тайск. มหาวิทยาลัยกรุงเทพ, англ. Bangkok University).
  (тайск. คลองหนึ่ง, англ. Khlong Nueng).

### Третий этап (юг)
Строительство участка линии на юг от станции "Крунгтеп Апиват" до старого вокзала "Хуалампхонг" вдоль имеющейся железной дороги. Проект был одобрен, однако из-за увеличения стоимости строительства был отправлен в 2022 году на пересмотр.

#### Станции
(тайск. สามเสน, англ. Sam Sen).
  (тайск. ราชวิถี, англ. Ratchawithi).
  (тайск. ยมราช, англ. Yommarat). Планируется пересадка на  MRT .
  (тайск. ยศเส, англ. Yot Se). Планируется пересадка на  BTS .
  (тайск. หัวลำโพง, англ. Hua Lamphong). Пересадка на  MRT .

### Четвертый этап
Находится на стадии планирования

### Пятый этап
Находится на стадии планирования

### Дальнейшее развитие
Есть предложение о продлении линии, но строительство пока не запланировано.

## Критика
Сложность конструкции станций, большое количество ступенек и эскалаторов приводят к большим временным затратам на посадку и высадку. Оправданно использование линии лишь в час пик, когда на автодорогах образуются заторы. Построенный к 2023 году участок не соединен с центром города, по сути способен привозить пассажиров из пригорода на окраину. Жители выбирают идущую параллельно линию  BTS , более удобную для доступа к центральным районам города.